# 1. Liga (Polen) 2015/16
Die 1. Liga 2015/16 war die 68. Spielzeit der zweithöchsten polnischen Fußball-Spielklasse der Herren. Die Saison begann am 1. August 2015 und endete am 4. Juni 2016. Es nahmen insgesamt achtzehn Vereine an der Saison 2015/16 teil.
Absteiger aus der Ekstraklasa waren GKS Bełchatów und Zawisza Bydgoszcz. Aufsteiger aus der dritten polnischen Liga waren MKS Kluczbork, Rozwój Katowice, und Zagłębie Sosnowiec.

## Teilnehmer
An der 1. Liga 2015/16 nahmen folgende 18 Mannschaften teil:
| - GKS Bełchatów (Absteiger) - Zawisza Bydgoszcz (Absteiger) - Arka Gdynia - Bytovia Bytów - Chojniczanka Chojnice - Chrobry Głogów - Dolcan Ząbki - GKS Katowice - Miedź Legnica - Olimpia Grudziądz - Pogoń Siedlce - Sandecja Nowy Sącz - Stomil Olsztyn - Wigry Suwałki - Wisła Płock - MKS Kluczbork (Aufsteiger) - Rozwój Katowice (Aufsteiger) - Zagłębie Sosnowiec (Aufsteiger) |

## Tabelle
| Pl. | Verein                  | Sp. | S  | U  | N  | Tore    | Diff. | Punkte |
| --- | ----------------------- | --- | -- | -- | -- | ------- | ----- | ------ |
| 1.  | Arka Gdynia             | 34  | 19 | 12 | 3  | 060:290 | +31   | 69     |
| 2.  | Wisła Płock             | 34  | 19 | 6  | 9  | 051:280 | +23   | 63     |
| 3.  | Zagłębie Sosnowiec (N)  | 34  | 16 | 4  | 14 | 053:530 | ±0    | 52     |
| 4.  | GKS Katowice            | 34  | 15 | 7  | 12 | 042:360 | +6    | 52     |
| 5.  | Zawisza Bydgoszcz (A) 2 | 34  | 15 | 7  | 12 | 057:510 | +6    | 52     |
| 6.  | Chrobry Głogów          | 34  | 14 | 9  | 11 | 047:330 | +14   | 51     |
| 7.  | Miedź Legnica           | 34  | 13 | 12 | 9  | 041:340 | +7    | 51     |
| 8.  | Bytovia Bytów           | 34  | 11 | 15 | 8  | 046:440 | +2    | 48     |
| 9.  | Sandecja Nowy Sącz      | 34  | 13 | 8  | 13 | 051:430 | +8    | 47     |
| 10. | Wigry Suwałki           | 34  | 12 | 9  | 13 | 041:350 | +6    | 45     |
| 11. | Stomil Olsztyn          | 34  | 11 | 11 | 12 | 034:420 | −8    | 44     |
| 12. | Chojniczanka Chojnice   | 34  | 12 | 7  | 15 | 040:450 | −5    | 43     |
| 13. | Olimpia Grudziądz       | 34  | 11 | 9  | 14 | 039:430 | −4    | 42     |
| 14. | Pogoń Siedlce           | 34  | 11 | 8  | 15 | 031:460 | −15   | 41     |
| 15. | MKS Kluczbork (N) 2     | 34  | 11 | 8  | 15 | 040:550 | −15   | 41     |
| 16. | GKS Bełchatów (A)       | 34  | 10 | 8  | 16 | 035:400 | −5    | 38     |
| 17. | Rozwój Katowice (N)     | 34  | 11 | 2  | 21 | 035:560 | −21   | 35     |
| 18. | Dolcan Ząbki 1          | 34  | 8  | 6  | 20 | 037:670 | −30   | 30     |

| (A) | Absteiger aus der Ekstraklasa 2014/15 |
| (N) | Aufsteiger aus der 2. Liga 2014/15    |

## Torschützenliste
| Pl. | Name                 | Team               | Tore |
| --- | -------------------- | ------------------ | ---- |
| 01. | Szymon Lewicki       | Zawisza Bydgoszcz  | 16   |
| 02. | Arkadiusz Aleksander | Sandecja Nowy Sącz | 15   |
| 02. | Maciej Górski        | Chrobry Głogów     | 15   |
| 04. | Janusz Surdykowski   | Bytovia Bytów      | 14   |
| 05. | Kamil Drygas         | Zawisza Bydgoszcz  | 13   |
| 05. | Mikołaj Lebedyński   | Wisła Płock        | 13   |
| 07. | Paweł Abbott         | Arka Gdynia        | 12   |
| 07. | Michał Fidziukiewicz | Zagłębie Sosnowiec | 12   |
| 07. | Grzegorz Goncerz     | GKS Katowice       | 12   |
| 07. | Arkadiusz Reca       | Wisła Płock        | 12   |